# Sindaci di Cremona
Di seguito l'elenco cronologico dei sindaci di Cremona e delle altre figure apicali equivalenti che si sono succedute nel corso della storia.

## Regno d'Italia (1860-1946)
| Sindaci nominati dal governo (1860-1889)                   | Sindaci nominati dal governo (1860-1889) | Sindaci nominati dal governo (1860-1889) | Sindaci nominati dal governo (1860-1889) | Sindaci nominati dal governo (1860-1889) | Sindaci nominati dal governo (1860-1889) | Sindaci nominati dal governo (1860-1889) | Sindaci nominati dal governo (1860-1889) |
| Nominativo                                                 | Partito                                  | Partito                                  | Mandato                                  | Mandato                                  |                                          |                                          |                                          |
| Nominativo                                                 | Partito                                  | Partito                                  | Inizio                                   | Fine                                     |                                          |                                          |                                          |
| ---------------------------------------------------------- | ---------------------------------------- | ---------------------------------------- | ---------------------------------------- | ---------------------------------------- | ---------------------------------------- | ---------------------------------------- | ---------------------------------------- |
| Pietro Araldi Erizzo                                       | ?                                        | ?                                        | 1º marzo 1860                            | 16 febbraio 1861                         |                                          |                                          |                                          |
| Antonio Gorra (Assessore anziano)                          | ?                                        | ?                                        | 16 febbraio 1861                         | 12 settembre 1862                        |                                          |                                          |                                          |
| Giuseppe Dogliotti (Commissario straordinario)             | –                                        | –                                        | 12 settembre 1862                        | 14 dicembre 1862                         |                                          |                                          |                                          |
| Antonio Gorra (Vicesindaco)                                | ?                                        | ?                                        | 14 dicembre 1862                         | 17 gennaio 1864                          |                                          |                                          |                                          |
| Camillo Vacchelli                                          | ?                                        | ?                                        | 17 gennaio 1864                          | 1º aprile 1867                           |                                          |                                          |                                          |
| Antonio Gorra (Vicesindaco)                                | ?                                        | ?                                        | 1º aprile 1867                           | 9 dicembre 1867                          |                                          |                                          |                                          |
| Stefano Lucca (Facente funzioni)                           | ?                                        | ?                                        | 9 dicembre 1867                          | 3 gennaio 1868                           |                                          |                                          |                                          |
| Camillo Mina Bolzese (Vicesindaco)                         | ?                                        | ?                                        | 3 gennaio 1868                           | 27 agosto 1868                           |                                          |                                          |                                          |
| Giuseppe Tavolotti                                         | ?                                        | ?                                        | 27 agosto 1868                           | 11 giugno 1873                           |                                          |                                          |                                          |
| Alessandro Alquati (Commissario regio)                     | –                                        | –                                        | 11 giugno 1873                           | 14 luglio 1873                           |                                          |                                          |                                          |
| Giuseppe Tavolotti                                         | ?                                        | ?                                        | 14 luglio 1873                           | 11 ottobre 1874                          |                                          |                                          |                                          |
| Pietro Vacchelli (Vicesindaco)                             | ?                                        | ?                                        | 11 ottobre 1874                          | 29 novembre 1875                         |                                          |                                          |                                          |
| Giuseppe Tavolotti (Vicesindaco)                           | ?                                        | ?                                        | 29 novembre 1875                         | 1º marzo 1876                            |                                          |                                          |                                          |
| Luigi Lena (Vicesindaco)                                   | ?                                        | ?                                        | 1º marzo 1876                            | 16 maggio 1878                           |                                          |                                          |                                          |
| Pietro Vacchelli (Vicesindaco)                             | ?                                        | ?                                        | 16 maggio 1878                           | 29 settembre 1878                        |                                          |                                          |                                          |
| Antonio Ruggeri (Vicesindaco)                              | ?                                        | ?                                        | 29 settembre 1878                        | 6 luglio 1883                            |                                          |                                          |                                          |
| Melchiorre Bellini (Vicesindaco)                           | ?                                        | ?                                        | 6 luglio 1883                            | giugno 1885                              |                                          |                                          |                                          |
| Giuliano Sacchi                                            | ?                                        | ?                                        | 5 ottobre 1885                           | 26 settembre 1888                        |                                          |                                          |                                          |
| Giuseppe Puerari                                           | ?                                        | ?                                        | 26 settembre 1888                        | 21 novembre 1889                         |                                          |                                          |                                          |
| Sindaci eletti dal Consiglio comunale (1889-1926)          |                                          |                                          |                                          |                                          |                                          |                                          |                                          |
| Nominativo                                                 | Partito                                  | Partito                                  | Mandato                                  | Mandato                                  |                                          |                                          |                                          |
| Nominativo                                                 | Partito                                  | Partito                                  | Inizio                                   | Fine                                     |                                          |                                          |                                          |
| Luciano Ferragni                                           | ?                                        | ?                                        | 21 novembre 1889                         | 5 maggio 1891                            |                                          |                                          |                                          |
| Andrea Armanni (Regio commissario)                         | –                                        | –                                        | 5 maggio 1891                            | 11 giugno 1891                           |                                          |                                          |                                          |
| Osvaldo Archinti                                           | ?                                        | ?                                        | 11 giugno 1891                           | 12 luglio 1891                           |                                          |                                          |                                          |
| Giuseppe Lava (Facente funzioni)                           | ?                                        | ?                                        | 12 luglio 1891                           | 3 ottobre 1891                           |                                          |                                          |                                          |
| Pietro Rizzi                                               | ?                                        | ?                                        | 3 ottobre 1891                           | 27 novembre 1893                         |                                          |                                          |                                          |
| Ferdinando Bolza (Regio commissario)                       | –                                        | –                                        | 27 novembre 1893                         | 25 aprile 1894                           |                                          |                                          |                                          |
| Luciano Ferragni                                           | ?                                        | ?                                        | 25 aprile 1894                           | 7 gennaio 1897                           |                                          |                                          |                                          |
| Onorato Germonio (Regio commissario)                       | –                                        | –                                        | 7 gennaio 1897                           | 29 aprile 1897                           |                                          |                                          |                                          |
| Luciano Ferragni                                           | ?                                        | ?                                        | 29 aprile 1897                           | 7 aprile 1898                            |                                          |                                          |                                          |
| Landriani (Facente funzioni)                               | ?                                        | ?                                        | 7 aprile 1898                            | 20 novembre 1898                         |                                          |                                          |                                          |
| Dario Ferrari                                              | ?                                        | ?                                        | 20 novembre 1898                         | 15 luglio 1902                           |                                          |                                          |                                          |
| Remo Lanfranchi (Facente funzioni)                         | ?                                        | ?                                        | 15 luglio 1902                           | 20 ottobre 1902                          |                                          |                                          |                                          |
| Giovanni Nota (Regio commissario)                          | –                                        | –                                        | 20 ottobre 1902                          | 14 dicembre 1902                         |                                          |                                          |                                          |
| Luciano Sacchi                                             | ?                                        | ?                                        | 14 dicembre 1902                         | 24 ottobre 1903                          |                                          |                                          |                                          |
| Fulvio Cazzaniga                                           | ?                                        | ?                                        | 3 novembre 1903                          | 17 novembre 1904                         |                                          |                                          |                                          |
| Francesco Piazza                                           | ?                                        | ?                                        | 17 novembre 1904                         | 14 luglio 1906                           |                                          |                                          |                                          |
| Giovanni Nota (Commissario prefettizio)                    | –                                        | –                                        | 14 luglio 1906                           | 27 settembre 1906                        |                                          |                                          |                                          |
| Dario Ferrari                                              | ?                                        | ?                                        | 27 settembre 1906                        | 6 luglio 1910                            |                                          |                                          |                                          |
| Cesare Pongileoni (Commissario prefettizio)                | –                                        | –                                        | 6 luglio 1910                            | 7 settembre 1910                         |                                          |                                          |                                          |
| Benedetto Scelsi (Regio commissario)                       | –                                        | –                                        | 7 settembre 1910                         | 16 marzo 1911                            |                                          |                                          |                                          |
| Benedetto Scelsi (Commissario prefettizio)                 | –                                        | –                                        | 16 marzo 1911                            | 24 giugno 1911                           |                                          |                                          |                                          |
| Bernardo Zanelli                                           | ?                                        | ?                                        | 24 giugno 1911                           | 25 giugno 1913                           |                                          |                                          |                                          |
| Eugenio Guidetti (Commissario prefettizio)                 | –                                        | –                                        | 25 giugno 1913                           | 8 luglio 1914                            |                                          |                                          |                                          |
| Attilio Botti                                              |                                          | Partito Socialista Italiano              | 8 luglio 1914                            | 7 marzo 1920                             |                                          |                                          |                                          |
| Giustino Pera (Commissario prefettizio)                    | –                                        | –                                        | 7 marzo 1920                             | 7 novembre 1920                          |                                          |                                          |                                          |
| Tarquinio Pozzoli                                          |                                          | Partito Socialista Italiano              | 7 novembre 1920                          | 4 giugno 1921                            |                                          |                                          |                                          |
| Giuseppe Chiappari (Prosindaco)                            | ?                                        | ?                                        | 4 giugno 1921                            | 13 agosto 1922                           |                                          |                                          |                                          |
| Giuseppe Rogges (Regio commissario)                        | –                                        | –                                        | 13 agosto 1922                           | 18 marzo 1923                            |                                          |                                          |                                          |
| Alfonso Mandelli                                           | ?                                        | ?                                        | 18 marzo 1923                            | 24 dicembre 1926                         |                                          |                                          |                                          |
| Podestà nominati dal governo (1926-1945)                   |                                          |                                          |                                          |                                          |                                          |                                          |                                          |
| Nominativo                                                 | Partito                                  | Partito                                  | Mandato                                  | Mandato                                  |                                          |                                          |                                          |
| Nominativo                                                 | Partito                                  | Partito                                  | Inizio                                   | Fine                                     |                                          |                                          |                                          |
| Giovanni Bellini                                           |                                          | Partito Nazionale Fascista               | 24 dicembre 1926                         | 1935                                     |                                          |                                          |                                          |
| Attilio Gnocchi                                            |                                          | Partito Nazionale Fascista               | 1935                                     | 1938                                     |                                          |                                          |                                          |
| Francesco Gambazzi (Commissario prefettizio)               | –                                        | –                                        | 1938                                     | 1938                                     |                                          |                                          |                                          |
| Francesco Gambazzi                                         |                                          | Partito Nazionale Fascista               | 1938                                     | 1943                                     |                                          |                                          |                                          |
| Leonardo Spatazza (Commissario prefettizio)                | –                                        | –                                        | 1943                                     | 1943                                     |                                          |                                          |                                          |
| Francesco Gambazzi                                         |                                          | Partito Fascista Repubblicano            | 1943                                     | 1943                                     |                                          |                                          |                                          |
| Bartolomeo Caffi (Commissario prefettizio)                 | –                                        | –                                        | 1943                                     | 1944                                     |                                          |                                          |                                          |
| Bartolomeo Caffi                                           |                                          | Partito Fascista Repubblicano            | 1944                                     | 1945                                     |                                          |                                          |                                          |
| Sindaci del periodo costituzionale transitorio (1945-1946) |                                          |                                          |                                          |                                          |                                          |                                          |                                          |
| Nominativo                                                 | Partito                                  | Partito                                  | Mandato                                  | Mandato                                  |                                          |                                          |                                          |
| Nominativo                                                 | Partito                                  | Partito                                  | Inizio                                   | Fine                                     |                                          |                                          |                                          |
| Bruno Calatroni                                            |                                          | Partito Socialista Italiano              | 1945                                     | 24 marzo 1946                            |                                          |                                          |                                          |

## Repubblica italiana (dal 1946)
| Sindaci eletti dal Consiglio comunale (1946-1995)    | Sindaci eletti dal Consiglio comunale (1946-1995) | Sindaci eletti dal Consiglio comunale (1946-1995) | Sindaci eletti dal Consiglio comunale (1946-1995)              | Sindaci eletti dal Consiglio comunale (1946-1995) | Sindaci eletti dal Consiglio comunale (1946-1995) | Sindaci eletti dal Consiglio comunale (1946-1995) | Sindaci eletti dal Consiglio comunale (1946-1995) | Sindaci eletti dal Consiglio comunale (1946-1995) |
| Nominativo                                           | Nominativo                                        | Partito                                           | Partito                                                        | Partito                                           | Partito                                           | Mandato                                           | Mandato                                           | Elezione                                          |
| Nominativo                                           | Nominativo                                        | Partito                                           | Partito                                                        | Partito                                           | Partito                                           | Inizio                                            | Fine                                              | Elezione                                          |
| ---------------------------------------------------- | ------------------------------------------------- | ------------------------------------------------- | -------------------------------------------------------------- | ------------------------------------------------- | ------------------------------------------------- | ------------------------------------------------- | ------------------------------------------------- | ------------------------------------------------- |
|                                                      | Gino Rossini                                      |                                                   | Partito Socialista Italiano                                    | Partito Socialista Italiano                       | Partito Socialista Italiano                       | 1946                                              | 1948                                              | Elezioni 1946                                     |
|                                                      | Ottorino Rizzi                                    |                                                   | Democrazia Cristiana                                           | Democrazia Cristiana                              | Democrazia Cristiana                              | 1948                                              | 1951                                              | Elezioni 1946                                     |
| 1951                                                 | Ottorino Rizzi                                    | 1952                                              | Democrazia Cristiana                                           | Democrazia Cristiana                              | Democrazia Cristiana                              | Elezioni 1951                                     |                                                   |                                                   |
|                                                      | Giovanni Lombardi                                 |                                                   | Democrazia Cristiana                                           | Democrazia Cristiana                              | Democrazia Cristiana                              | Elezioni 1951                                     | 1952                                              | 1956                                              |
|                                                      | Lorenzo Salazar (Commissario prefettizio)         | –                                                 | –                                                              | –                                                 | –                                                 | 1956                                              | 1957                                              | –                                                 |
|                                                      | Arnaldo Feraboli                                  |                                                   | Partito Socialista Italiano                                    | Partito Socialista Italiano                       | Partito Socialista Italiano                       | 1957                                              | 1961                                              | Elezioni 1957                                     |
|                                                      | Vincenzo Vernaschi                                |                                                   | Democrazia Cristiana                                           | Democrazia Cristiana                              | Democrazia Cristiana                              | 1961                                              | 1965                                              | Elezioni 1961                                     |
| 1965                                                 | Vincenzo Vernaschi                                | 1968                                              | Democrazia Cristiana                                           | Democrazia Cristiana                              | Democrazia Cristiana                              | Elezioni 1965                                     |                                                   |                                                   |
|                                                      | Giovanni Santini (Commissario prefettizio)        | –                                                 | –                                                              | –                                                 | –                                                 | 1968                                              | 1970                                              | –                                                 |
|                                                      | Emilio Zanoni                                     |                                                   | Partito Socialista Italiano                                    | Partito Socialista Italiano                       | Partito Socialista Italiano                       | 1970                                              | 1975                                              | Elezioni 1970                                     |
| 1975                                                 | Emilio Zanoni                                     | 1980                                              | Partito Socialista Italiano                                    | Partito Socialista Italiano                       | Partito Socialista Italiano                       | Elezioni 1975                                     |                                                   |                                                   |
|                                                      | Renzo Zaffanella                                  |                                                   | Partito Socialista Italiano                                    | Partito Socialista Italiano                       | Partito Socialista Italiano                       | 1980                                              | 1985                                              | Elezioni 1980                                     |
| 1985                                                 | Renzo Zaffanella                                  | 1990                                              | Partito Socialista Italiano                                    | Partito Socialista Italiano                       | Partito Socialista Italiano                       | Elezioni 1985                                     |                                                   |                                                   |
|                                                      | Alfeo Garini                                      |                                                   | Democrazia Cristiana                                           | Democrazia Cristiana                              | Democrazia Cristiana                              | 1990                                              | 1995                                              | Elezioni 1990                                     |
| Sindaci eletti direttamente dai cittadini (dal 1995) |                                                   |                                                   |                                                                |                                                   |                                                   |                                                   |                                                   |                                                   |
| Nominativo                                           | Nominativo                                        | Partito                                           | Partito                                                        | Coalizione                                        | Coalizione                                        | Mandato                                           | Mandato                                           | Elezione                                          |
| Nominativo                                           | Nominativo                                        | Partito                                           | Partito                                                        | Coalizione                                        | Coalizione                                        | Inizio                                            | Fine                                              | Elezione                                          |
|                                                      | Paolo Bodini                                      |                                                   | Partito Democratico della Sinistra poi Democratici di Sinistra |                                                   | PDS-PPI-FdV-L. civiche                            | 27 giugno 1995                                    | 14 giugno 1999                                    | Elezioni 1995                                     |
|                                                      | Paolo Bodini                                      | DS-PPI-FdV-PdCI-Dem-L. civiche                    | Partito Democratico della Sinistra poi Democratici di Sinistra | 14 giugno 1999                                    | 14 giugno 2004                                    | Elezioni 1999                                     |                                                   |                                                   |
|                                                      | Gian Carlo Corada                                 |                                                   | Democratici di Sinistra                                        |                                                   | DS-DL-PRC-FdV-PdCI-L. civiche                     | 14 giugno 2004                                    | 23 giugno 2009                                    | Elezioni 2004                                     |
|                                                      | Oreste Perri                                      |                                                   | Il Popolo della Libertà                                        |                                                   | PdL-LN-L. civiche                                 | 23 giugno 2009                                    | 12 giugno 2014                                    | Elezioni 2009                                     |
|                                                      | Gianluca Galimberti                               |                                                   | Partito Democratico                                            |                                                   | PD-SEL-L. civiche                                 | 12 giugno 2014                                    | 14 giugno 2019                                    | Elezioni 2014                                     |
|                                                      | Gianluca Galimberti                               | PD-L. civiche                                     | Partito Democratico                                            | 14 giugno 2019                                    | 26 giugno 2024                                    | Elezioni 2019                                     |                                                   |                                                   |
|                                                      | Andrea Virgilio                                   |                                                   | Partito Democratico                                            |                                                   | PD-AVS-L. civiche                                 | 26 giugno 2024                                    | in carica                                         | Elezioni 2024                                     |